# Église de Saint-Joseph à Godów
L’église de Saint-Joseph à Godów est une église paroissiale catholique romaine située dans le village de Godów.

## Histoire
Le 27 mars 1921, l'ancienne église en bois du village est incendiée. Une église provisoire est installée dans une baraque jusqu'en 1930.
En 1927, la première pierre d'une nouvelle église à caractère historique est posée, qui est ouverte le 19 octobre 1930 (infuante Wilhelm Kasperlik). 
En 1942, les Allemands réquisitionnent les cloches de 1930 et, le 1er mai 1945, fuyant Godów, ils explosent le clocher de l'église.
Entre 1945 et 1948, l'édifice est reconstruit, mais le clocher ne l'est pas. En 1948, une peinture polychrome a été réalisée.
En 1983-1984, le clocher fut reconstruit et consacré (avec la cloche) par l'évêque Herbert Bednorz (pl) le 27 août 1984. Deux autres cloches furent consacrées par l'évêque Damian Zimoń (pl) le 4 mai 1986.
En 1993, la croix du clocher est illuminée et une crèche mobile d'Eugeniusz Bork, de Piekary Śląskie, est inaugurée.
En 1997, des vitraux sont installés et en 1998, l'intérieur est repeint. En 2004, l'extérieur de l'église est recouvert d'un enduit.
Le 3 mai 2005, l'évêque Damian Zimoń (pl) consacre de nouveaux orgues. En 2006, les horloges de la tour sont mises en service et en 2008, l'illumination du corps a été lancée. En 2016, les autels sont rénovés.
Le bâtiment est un élément spatial et historique dominant du village de Godów.

## Galerie

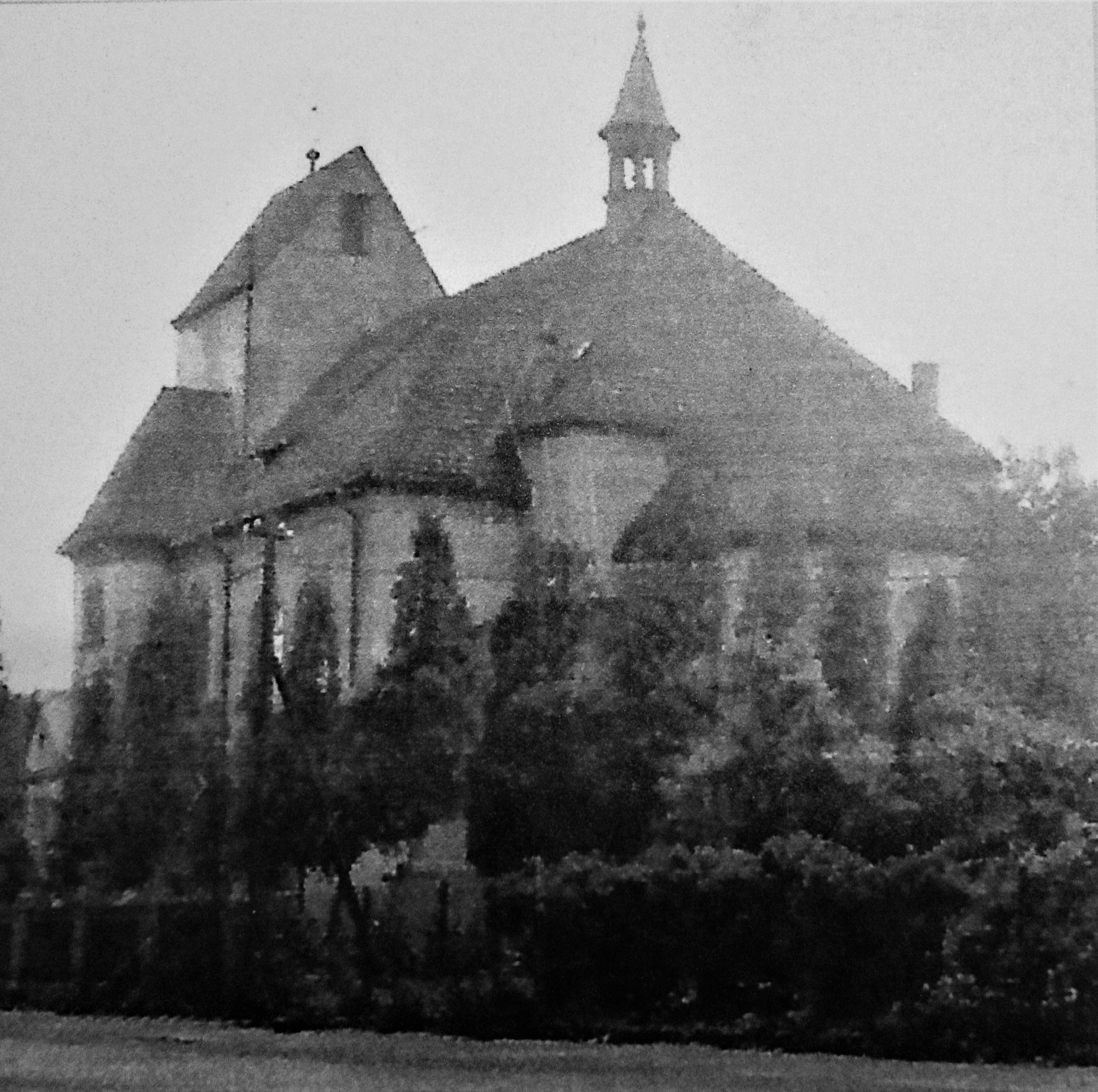
L'église en 1948 (sans tour)
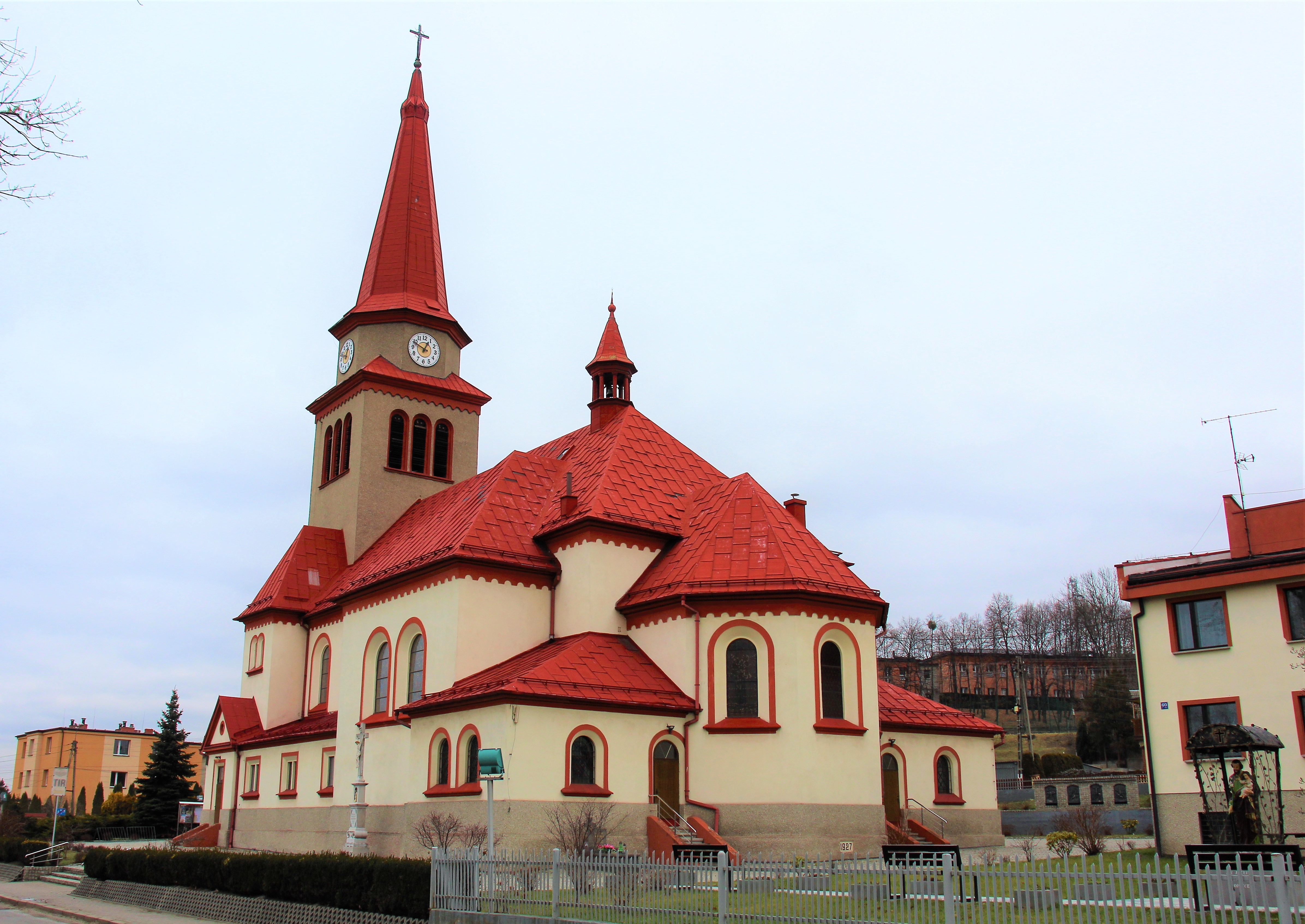
Vue du chœur
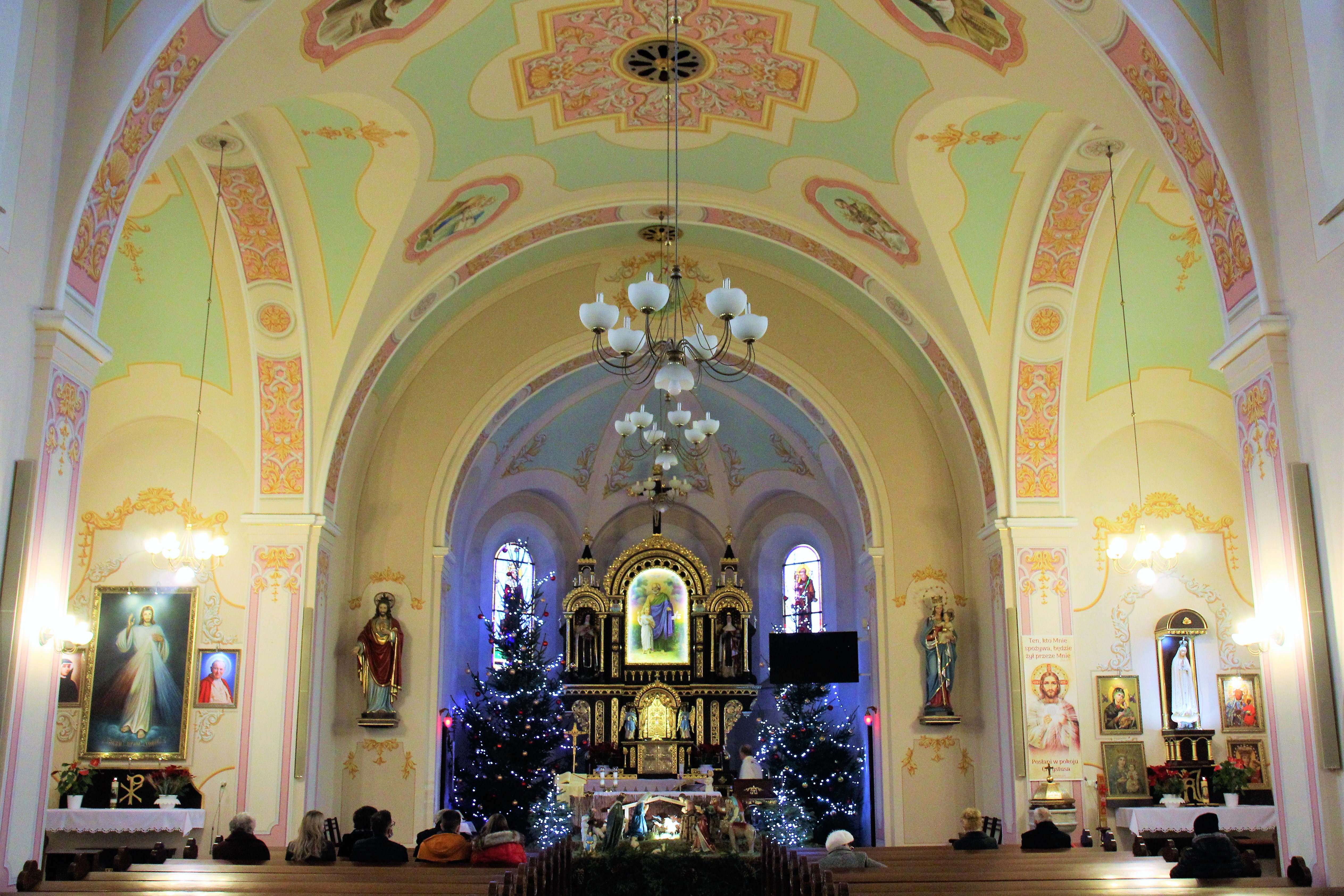
Intérieur avec l'autel